# Itaparica
Itaparica je ostrov patřící Brazílii. Nachází se v ústí zátoky Všech svatých (portugalsky Baía de Todos os Santos), 10 km západně od města Salvador, správního centra město brazilského spolkového státu Bahia. S rozlohou 146 km² je největším brazilským ostrovem v Atlantském oceánu. Žije na něm okolo 55 000 obyvatel a je rozdělen mezi obce Itaparica a Vera Cruz.
Původními obyvateli byli Tupinambové, v roce 1501 zde přistál Amerigo Vespucci. Nizozemci zde postavili v roce 1647 pevnost São Lourenço. V roce 1823 se stal součástí státu Bahia v rámci nezávislé Brazílie.
Ostrov je vyhlášeným turistickým letoviskem: nachází se zde množství staveb z koloniální éry, rostou na něm palmy a mangrovy, je lemován korálovým útesem, má okolo čtyřiceti kilometrů písečných pláží. K místním atrakcím patří také léčivé prameny Fonte da Bica.
V letech 1986–1990 se na ostrově konal tenisový turnaj ATP Itaparica.

## Rodáci
- João Ubaldo Ribeiro (1941–2014), spisovatel